# Pseudographis
Pseudographis is een geslacht van vlinders van de familie snuitmotten (Pyralidae).

## Soorten
- P. dermatina Balinsky, 1989
- P. mesosema Balinsky, 1989